# Teagueia jostii
Teagueia jostii är en orkidéart som beskrevs av Carlyle August Luer. Teagueia jostii ingår i släktet Teagueia och familjen orkidéer. Inga underarter finns listade i Catalogue of Life.